# Jorge Barros Duarte

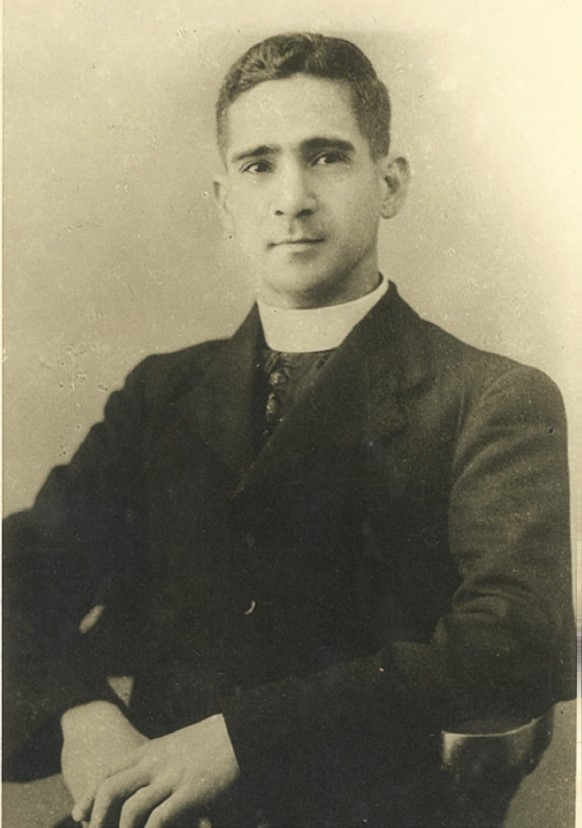
Padre Jorge Barros Duarte

Jorge Barros Duarte (Same, Timor português, 14 de janeiro de 1912 - Lisboa,  6 de junho de 1995), escritor, poeta, ensaista e homem de Igreja português nascido em Timor-Leste, que fez a sua carreira entre as diferentes províncias ultramarinas e Portugal, e que é considerado como um dos mais importantes impulsionadores de uma prosa e poesia de Timor português, nas décadas de 1940, 1950, 1960, 1970 e 1980, e um dos principais dirigentes religioso e político da ilha até à sua partida definitiva para Portugal em 1969.

## Atividade religiosa
Filho de Jorge Figueiredo de Barros e de D. Maria Madalena da Costa, nasceu a 14 de julho de 1912, em Same, Timor português.
Ainda pequeno foi levado para o Seminário de S. José de Macau, onde completou a instrução básica e frequentou a seguir os estudos secundários e filosóficos, culminando os estudos teológicos com altas classificações. Após os estudos teológicos, foi ordenado de presbítero em Macau a 28 de julho de 1936.
Nomeado membro europeu da Missão do Padroado Português no Extremo-Oriente em 14 de julho de 1936, foi transferido a 28 de agosto de 1936 para as missões de Timor português. Seguiu para a missão de Timor português, nomeadamente, de Soibada e aí
exerceu funções docentes tanto na Escola de Professores-Catequistas como no Seminário Menor de Nossa Senhora de Fátima, de que foi diretor espiritual e professor das mas variadas disciplinas. Notabilizou-se como "maestro do célebre orfeão de Soibada que sob a sua batuta exibiu na capital da Província vários e interessantes números de coros clássicos, como La Vergine, o coro de Crocciati, l'Assiria, etc., e a Missa Pontificalis II Perosi, cantada a vozes mistas, a quando da inauguração por D. José da Costa Nunes da Igreja Matriz de Díli".

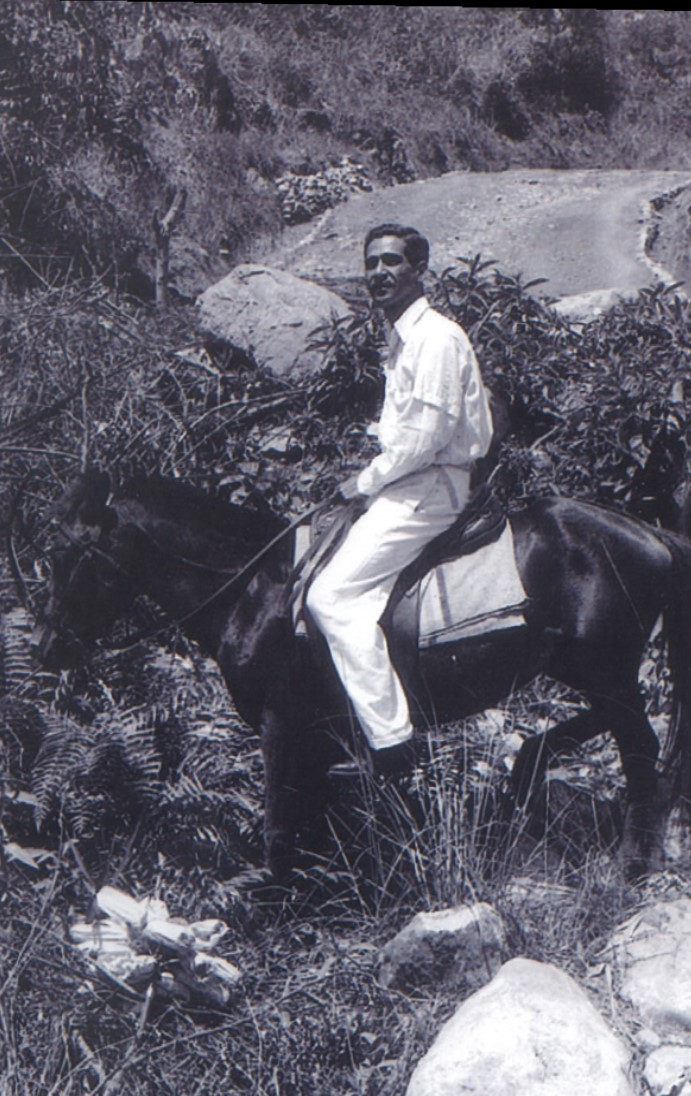
Monsenhor Jorge Barros Duarte, a cavalo nas montanhas de Timor

Refugiou-se com os seus colegas na Austrália, durante o período trágico da ocupação nipónica. Acabada a guerra, em 9 de dezembro de 1945 desembarca em Díli, dirigindo-se pouco depois para a missão de Barique que abriu e incrementou. Em 6 de outubro de 1950, foi exonerado do cargo de Superior da Missão de Barique e nomeado diretor do Seminário Menor de Nossa Senhora de Fátima e da Escola de S. Francisco de Xavier.
Em 11 de junho de 1953 foi nomeado Chanceler da Cúria Diocesana, sendo exonerado em 10 de setembro de 1955. Entretanto, é nomeado Superior da Missão de Manatuto, cargo de que poucos meses depois foi exonerado por motivos de saúde. Em 29 de maio de 1956 foi nomeado pároco da Igreja de S. António de Motael.
Em janeiro de 1962 foi de novo nomeado Chanceler da Cúria Diocesana para no mês seguinte ser nomeado Governador do Bispado, administrado a Diocese na ausência do prelado, D. Jaime Garcia Goulart.

## Atividade política
Em 17 de novembro de 1965 seguiu para a metrópole, a fim de tomar parte nas sessões da Assembleia Nacional, como Deputado por Timor português.
Intervenções parlamentares na IX Legislatura, 1965-1969:
1.ª Sessão Legislativa (1965-1966):
Discute na generalidade a proposta de lei de autorização de receitas e despesas para 1966.
Discute na especialidade o artigo 25.º da mesma proposta de lei.
Discute na generalidade e na especialidade o projecto de lei sobre a preferência no provimento de lugares do ensino primário.
Evoca a data da celebração da Concordata e do Acordo Missionário, pondo em destaque a importância daqueles actos e dos que se lhes seguiram como seu desenvolvimento.
Participa no debate do aviso prévio do Sr. Deputado Henriques Nazaré sobre o problema habitacional das classes economicamente débeis do ultramar.
2.ª Sessão Legislativa (1966-1967)
Intervém no debate do aviso prévio do Sr. Braamcamp Sobral sobre educação da juventude.
Fala da resignação do bispo da Diocese de Díli.
Discute as Contas Gerais do Estado e da Junta do Crédito Público relativas a 1965.
3.ª Sessão Legislativa (1967-1968)
Discute na generalidade a proposta de lei do serviço militar.
Discute na especialidade alguns artigos da mesma proposta de lei.
Participa no debate do aviso prévio sobre o ensino liceal a cargo do Estado.
Participa no debate sobre as contas gerais do Estado e da Junta do Crédito Público de 1966.
4.ª Sessão Legislativa (1968-1969)
Participa no debate do aviso prévio do Sr. Deputado Manuel Nazaré sobre o problema da difusão e defesa da língua portuguesa em Moçambique.
Participa no debate do aviso prévio dos Srs. Deputados José Alberto de Carvalho e Elísio Pimenta sobre a defesa da língua portuguesa e subscreve, com outros Deputados, a moção apresentada no encerramento do referido debate.
Participa no debate do aviso prévio do Sr. Deputado Agostinho Cardoso sobre os problemas da população idosa no nosso país, do fenómeno do envelhecimento da população e da política da velhice.
Participa no debate sobre as contas gerais do Estado e da Junta do Crédito Público de 1967
Findo o seu mandato, regressou a Província a fim de tratar da sua aposentação.
Por provisão de 11 de junho de 1969 foi desligado do serviço da Diocese de Díli para efeitos de aposentação e em 27 de janeiro de 1969 retirou-se definitivamente para a metrópole.